# Clionella aglaophanes
Clionella aglaophanes é uma espécie de gastrópode do gênero Clionella, pertencente a família Clavatulidae.